# Prvenstvo Hrvatske u vaterpolu za žene 2016.
Prvenstvo Hrvatske u vaterpolu za žene za sezonu 2016. je osvojila Bura Suzuki iz Splita.

## Prva HVL za žene

### Sudionici
- Jug, Dubrovnik
- Primorje EB, Rijeka
- Bura Suzuki, Split
- Viktoria, Šibenik
- Mladost, Zagreb

### Ljestvica
| mj | klub        | ut | pob | ner | por | gol+ | gol- | GR  | bod |             |
| -- | ----------- | -- | --- | --- | --- | ---- | ---- | --- | --- | ----------- |
| 1. | Bura Suzuki | 8  | 8   | 0   | 0   | 133  | 51   | +82 | 24  | doigravanje |
| 2. | Mladost     | 8  | 5   | 0   | 3   | 105  | 67   | +38 | 15  | doigravanje |
| 3. | Primorje EB | 8  | 5   | 0   | 3   | 81   | 75   | +6  | 15  | doigravanje |
| 4. | Viktoria    | 8  | 2   | 0   | 6   | 72   | 105  | -33 | 6   | doigravanje |
| 5. | Jug         | 8  | 0   | 0   | 8   | 48   | 141  | -93 | 0   |             |

### Doigravanje
| klub1                      | -             | klub2         | rezultati         |
| poluzavršnica              | poluzavršnica | poluzavršnica | poluzavršnica     |
| -------------------------- | ------------- | ------------- | ----------------- |
| Bura Suzuki                | -             | Viktoria      | 13:3*, 17:5       |
| Mladost                    | -             | Primorje EB   | 14:12*, 8:9, 5:8* |
|                            |               |               |                   |
| za treće mjesto            |               |               |                   |
| Mladost                    | -             | Viktoria      | 13:4*, 11:7       |
|                            |               |               |                   |
| za prvaka                  |               |               |                   |
| Bura Suzuki                | -             | Primorje EB   | 12:3*, 9:6        |
|                            |               |               |                   |
| * domaća utakmica za klub1 |               |               |                   |

### Najbolji strijelci
| golova | igračica       | klub        |
| ------ | -------------- | ----------- |
| 55     | Ivana Butić    | Bura Suzuki |
| 35     | Dina Lordan    | Mladost     |
| 29     | Domina Butić   | Bura Suzuki |
| 28     | Anamaria Brnas | Bura Suzuki |
| 27     | Emmi Miljković | Primorje EB |
| 27     | Matea Skelin   | Viktoria    |
| 24     | Lea Saftić     | Primorje EB |
| 23     | Petra Županić  | Mladost     |
| 21     | Lea Gegić      | Mladost     |
| 20     | Glorija Badžim | Viktoria    |